# Kamiel Verschuren
Kamiel Verschuren (Dordrecht, 24 september 1968) is een Nederlands beeldend kunstenaar, actief als conceptueel kunstenaar, installatiekunstenaar, tekenaar, ontwerper, auteur, en fotograaf, wonend en werkend in Rotterdam.

## Levensloop
Verschuren is geboren in Dordrecht als de zoon van beeldend kunstenaars Lieske van de Seijp en Kees Verschuren. Van 1987 tot 1992 studeerde hij aan de Willem de Kooning Academie te Rotterdam, en sindsdien is hij aldaar werkzaam als beeldend kunstenaar.
Verschuren heeft een internationale beroepspraktijk opgebouwd, waarbij hij concepten realiseert in de stedelijke buitenruimte, bij stedelijke ontwikkeling, veelal in samenwerkingen met andere kunstenaars en organisaties.
In 1989 was Verschuren medeoprichter van het kunstenaarsinitiatief stichting B.a.d gevestigd in Charlois. Daarna heeft hij nog meerdere culturele initiatieven opgezet zoals de stichtingen; NAC (Nieuwe Ateliers Charlois), Studio NL (Pompstraat), Stedelinks010, iStrike, ICU art projects, Charlois aan het Water en PanoramaZuid.

## Kunstwerken, een selectie
- Luidsprekerinstallatie bij Poetry International, 2006.[3]
- Kunstwerk 'No More, No Less' (2005-2006) in de gevangenis van Breda.[4]
- Plannen voor een beeldenpark Rotterdam-Zuid, 2010.[5]

## Exposities, een selectie
- 1994. Folliefestival, Zoetermeer.[6]
- 1996. kunstenaarsinitiatief NEsTWORK, Manifesta 1.[7]
- 2005. "Lauran Schijvens en Kamiel Verschuren" in: Galerie Jan Eikenaar, Burgh-Haamstede.[8]

## Publicaties, een selectie
- De schaduw van het beeld : de plaatsing van een ruimtelijke scheiding in het toegangsgebied tot een omsloten stadstuin. Centrum Beeldende Kunst, 1998.
- Something about = ... iets over. Stichting "Something about...", 2003.
- Taal in kunst : kroniek van de kunstmanifestatie NewCanvasPoetry&Art voor Poetry International Festival Rotterdam 2004-2006. Hoogland & Van Klaveren, 2009.